# Підводний човен №7
Підводний човен № 7 (第七潜水艇, Dai-nana sensuikan) — підводний човен Імперського флоту Японії.
Під час російсько-японської війни Імперський флот придбав кілька підводних човнів розробки американського інженера Джона Філіпа Голланда типу Holland VII, що стали відомі в Японії як «Тип 1». Їх елементи виготовили у США, а збирання організували в Йокосуці. Ще до прибуття останньої із замовлених секцій японці змогли отримати креслення човна Голланда та розпочали на їхній основі проєктування нових субмарин за участі інженерів Чейза (Chase) та Герберта (Herbert), що раніше працювали помічниками Голланда. Так з'явились споруджені в одиничних екземплярах підводні човни «Тип 6» та «Тип 7», які можуть об'єднувати в один «Тип 6» (хоча ці кораблі мали відмінності в розмірах). Також ці кораблі відомі як тип «Модернізований Голланд».
«Підводний човен № 7» був на 6 метрів довшим за «Тип 1», але при цьому істотно — більш ніж на 1 метр — вужчим. Водотоннажність японської розробки виявилась значно меншою, аніж у «Типу 1» — лише 76 тонн проти 103 (надводна). Значно менш потужними виявились електромотори, тому при доволі схожій надводній швидкості «Тип 7» сильно поступався «Типу 1» за швидкістю пересування у зануреному положенні. Іншими істотними відмінностями японської розробки були в 1,5 раза менша максимальна глибина та відсутність запасної торпеди.
Будівництво «Підводного човна № 7» почалось на верфі Kawasaki в Кобе 26 листопада 1904-го (навіть на кілька діб раніше, аніж збирання першого з кораблів «Тип 1») та тривало до 30 березня 1906-го (тоді як кораблі «Тип 1» завершили на початку осені 1905-го).
З 4 квітня 1906-го «Підводний човен № 7» включили до складу 2-ї дивізії підводних човнів, яка належала до військово-морського округу Куре. З 17 квітня 1909-го корабель перевели до 1-ї дивізії підводних човнів (так само ВМБ Куре).
4 серпня 1916-го корабель класифікували як підводний човен 2-го класу.
З 2 листопада 1918-го «Підводний човен № 7» перевели до 11-ї дивізії підводних човнів (все той же округ Куре).
1 квітня 1919-го корабель класифікували як належний до 3-го класу.
1 грудня 1920-го «Підводний човен № 7»  виключили зі списків ВМФ та здали на злам.